# Andrena cuneata
Andrena cuneata är en biart som beskrevs av Warncke 1974. Andrena cuneata ingår i släktet sandbin, och familjen grävbin. Inga underarter finns listade i Catalogue of Life.